# 广西玉叶金花
广西玉叶金花（学名：Mussaenda kwangsiensis）为茜草科玉叶金花属下的一个种。